# Aida (Vorname)
Aida (Aussprache [a.ˈida] oder [ˈa.ida]) ist ein mehrheitlich weiblicher Vorname.

## Herkunft und Bedeutung
Der Name mit der Aussprache a.ˈida (Betonung auf dem i) taucht erstmals in einer Erzählung des Ägyptologen Auguste Mariette auf und wurde vom Autor möglicherweise einem altägyptischen Namen nachempfunden. Größere Bekanntheit erlangte er durch die namensgebende Figur in Giuseppe Verdis Oper Aida, welche auf der Erzählung Mariettes basiert. Die Bedeutung ist aber ungeklärt.
Im arabischen Sprachraum wird der Name mit der Aussprache ˈa.ida (Betonung auf dem A) vergeben. Er bedeutet dann „Besucher“ oder „Rückkehrerin“ nach arabisch عائِد (ʿāʾid). Eine Schreibvariante ist Ayda.

## Verbreitung
Nach der Uraufführung von Verdis Oper 1871 dauerte es einige Jahre, bis der Name der Titelheldin Eingang in die allgemeine Namensgebung fand. Im deutschen Sprachraum kommt er erst seit dem 20. Jahrhundert vor.

## Namensträgerinnen

### Aida
- Aida de Acosta (1884–1962), amerikanische Luftschiffpionierin
- Aida Grigorjewna Aschcharua (1940–2016), sowjetische bzw. abchasische Pianistin und Hochschullehrerin
- Aida Rustamowna Bajasitowa (* 1998), russische Skilangläuferin
- Aida Begić (* 1976), bosnische Filmregisseurin und Drehbuchautorin
- Aida Bella (* 1985), polnische Shorttrackerin
- Aída Bortnik (1938–2013), argentinische Drehbuchautorin und Schriftstellerin
- Aida Bosch (* 1964), deutsche Soziologin
- Aida Chalatjan (* 1971), armenische Tennisspielerin
- Aida Dyrrah, ehemals Aida Ndoci, albanische Sängerin
- Aida Garifullina (* 1987), russische Opernsängerin (Sopran)
- Aida Hadžialić (* 1987), schwedische Politikerin bosnischer Herkunft
- Aida Kassymalijewa (* 1984), kirgisische Journalistin und Politikerin
- Aida Loos (* 1980), österreichische Schauspielerin und Kabarettistin
- Aida Mohamed (* 1976), Ungarische Fechterin
- Aida Rejzovic (* 1987), schwedische Volleyballspielerin bosnischer Herkunft
- Aida Fernández Ríos (1947–2015), spanische Klimatologin und Meeresbiologin
- Aida Wladimirowna Schanajewa (* 1986), russische Florettfechterin, Olympiasiegerin und Weltmeisterin
- Aida Shirazi (* 1987), iranische Komponistin
- Aida Shtino (* 1970), albanische Journalistin und Fernsehmoderatorin
- Aida Steşenko (* 1968), turkmenische Tischtennis-Nationalspielerin
- Aida Stucki (1921–2011), Schweizer Geigerin und Pädagogin
- Aida Tomb, eigentlicher Name der libanesischen Sängerin Ronza Tomb
- Aida Touma-Suleiman (* 1964), israelische Psychologin und Politikerin
- Aida Turturro (* 1962), US-amerikanische Schauspielerin

### Aída
- Aída Cuevas (* 1963), mexikanische Sängerin und Schauspielerin
- Aída Bonnelly de Díaz (1926–2013), dominikanische Musikwissenschaftlerin, -kritikerin und -pädagogin
- Aída Bortnik (1938–2013), argentinische Drehbuchautorin
- Aída Gómez (* 1967), spanische Tänzerin
- Aída Luz (1917–2006), argentinische Schauspielerin
- Aída Román (* 1988), mexikanische Bogenschützin
- Aída Spiegeler Castañeda (* 1995), deutsche Politikerin
- Aída dos Santos (* 1937), brasilianische Leichtathletin
- Aída Yéspica (* 1982), venezolanische Schauspielerin
- Aída Zamora (* 1987), mexikanische Handballspielerin

### Aïda
- Aïda Diop (* 1970), senegalesische Sprinterin
- Aïda Lorenz (* 1947), deutsche Notfall-Psychologin und Psychotherapeutin
- Aïda Ruilova (* 1974), US-amerikanische Künstlerin
- Aïda Sellam (* 1977), tunesische Leichtathletin

### Ajda
- Ajda Košnjek (* 2007), slowenische Skispringerin
- Ajda Pekkan (* 1946), türkische Sängerin und Schauspielerin

## Namensträger
- Aida Mitsuo (1924–1991), japanischer Dichter und Kalligraph
- Aida Tsunao (1914–1990), japanischer Dichter
- Aida Yasuaki (1747–1817), japanischer Mathematiker

## Sonstiges
- Aida (Edison, 1911), Film
- Aida (Musical)
- Aida (Oper)
- Linkbelt Oval, auch Aida Oval genannt, einziges Sportstadion des Inselstaates Nauru
- Aida-Salat